# Jan Kaszubowski
Jan Kaszubowski ps. M-14, Kersten, Larsen (ur. 5 października 1902 w Bolesławowie, zm. prawdopodobnie w 1972) – kolaborant i agent gestapo (szef polskojęzycznej grupy gestapo z Gdańska) oraz NKWD i Ministerstwa Bezpieczeństwa Publicznego PRL, odpowiedzialny za liczne akcje przeciwko polskiej konspiracji niepodległościowej na Pomorzu Gdańskim.  

## Życiorys
W latach 1909–1916 uczęszczał do niemieckiej szkoły powszechnej w Nygucie. według ustaleń historyka Andrzeja Gąsiorowskiego Kaszubowski mógł uczyć się w Höhere Handelsschule lub na wyższych kursach handlowych prowadzonych przez Politechnikę Gdańską). Jednocześnie w tym samym roku odbywał praktykę w przedsiębiorstwie handlowym artykułami kolonialnymi. Od 1923 pracował w szwedzkiej firmie Optimus z centralą w Gdańsku-Oliwie. 12 listopada 1923 roku ożenił się z Gertrudą Kreft.
Kaszubowski w różnych relacjach podawał inne informacje dotyczące jego pracy zawodowej przed wybuchem II wojny światowej. Według jednej z nich, sporządzonej po wojnie, miał do 1923 roku pracować w firmie Volksman, następnie w szwedzkiej firmie Optimus z centralą w Gdańsku-Oliwie jako robotnik fizyczny, a następnie ekspedient. W 1931 roku miał przenieść się do gdańskiego przedsiębiorstwa Triumf, a dwa lata później przejść do oddziału szwedzkiej firmy Elektro-Lux w Gdańsku. Podczas pracy w Elektro-Lux miał rozpocząć studia z psychologii. W 1937 roku do wybuchu wojny miał pracować w przedsiębiorstwie samochodowym Kannenberg-Automobile GmBH. Według innych relacji w 1938 porzucił Kannenberg-Automobile GmBH. Miał mieć przedstawicielstwo firmy Auto-Union w Gdyni, po czym rok później wrócił do Gdańska i ponownie zatrudnił się w Kannenberg-Automobile GmBH, do 1923 roku miał pracować w domu towarowym, a w Optimusie miał mieć stanowisko zarządcy składu, kierownika zakupów i kontrolera.
Zdaniem historyka Krzysztofa Komorowskiego prawdopodobnie około 1937 nawiązał kontakty z policją w Gdańsku i uczestniczył w antypolskich akcjach wywiadowczych na terenie polskiego Pomorza. Według niepotwierdzonej hipotezy postawionej przez Andrzeja Gąsiorowskiego mógł przed wybuchem wojny utrzymywać kontakty ze służbami specjalnymi polskimi i niemieckimi.
Po zajęciu Pomorza przez wojska niemieckie był szoferem prezydium policji w Gdyni. Istnieje poszlaka, oparta na zeznaniu sądowym gdynianki Elżbiety Cetkowskiej z kwietnia 1947 roku, że Kaszubowski mógł być naocznym świadkiem egzekucji Polaków w Piaśnicy w nocy z 10 na 11 listopada 1939 roku, jednak hipoteza ta nie została potwierdzona. Sam Kaszubowski miał zeznać, że nie brał udziału w zbrodni, a informacje od niej otrzymał od innych funkcjonariuszy policji. Od września 1940 pracował w urzędzie osiedleńczym i przesiedleńczym SS i policji w Gdyni. Pod koniec 1941 na stałe związał się z gdańskim gestapo, gdzie zajmował się rozpracowywaniem polskich organizacji podziemnych działających na Pomorzu. Korzystał przy tym ze swoich przedwojennych kontaktów.
Przeprowadził prowokację wobec komendanta naczelnego Tajnej Organizacji Wojskowej „Gryf Pomorski” Józefa Dambka. W nocy 4 marca 1944 roku Kaszubowski osobiście zastrzelił uciekającego Dambka. Po jego zastrzeleniu Kaszubowski dotarł do zakopanej kasety z dokumentami TOW „Gryf Pomorski”. Odnaleziona przez Kaszubowskiego dokumentacja pozwoliła gestapo zidentyfikować i aresztować wielu członków Tajnej Organizacji Wojskowej „Gryf Pomorski”. Za przeprowadzenie operacji otrzymał nagrodę od Heinricha Himmlera. Za jego sprawą do obozu koncentracyjnego Stutthof zesłano od kilkudziesięciu do kilkuset żołnierzy polskich. Rozpracowywał sieć wywiadu Armii Krajowej na Pomorzu oraz sieci łączności i przerzutów do Szwecji.
Na początku 1945 zerwał kontakty z gestapo. Ułatwił kilku Polakom ucieczkę ze Stutthofu, prawdopodobnie, aby zmniejszyć odpowiedzialność za swoje zbrodnie. W lutym tego roku ukrył się wraz z rodziną we wsi Dzierżążno k. Kartuz, gdzie doczekał wkroczenia Armii Czerwonej. 26 marca został aresztowany przez NKWD pod zarzutem współudziału w zbrodniach hitlerowskich, ale wkrótce został zwolniony. Pozyskano go wówczas do akcji zwalczania polskiego podziemia niepodległościowego, a także niemieckiego Werwolfu. 17 kwietnia został ponownie aresztowany pod zarzutem działalności w organizacji niemieckiej i uniewinniony wyrokiem sowieckiego sądu wojskowego w Szczecinie. Na przełomie lat 1945/1946 uczestniczył w prowadzonych przez NKWD i UB akcjach prowokacyjnych przeciwko byłym członkom TOW „Gryf Pomorski” i AK. Około 1947 przeniósł się wraz z rodziną do Wrocławia.
Obawiając się dekonspiracji przypuszczalnie w 1948 roku zbiegł do sowieckiej strefy okupacyjnej Niemiec, gdzie pracował jako agent komunistycznego wywiadu polskiego. Prawdopodobnie wówczas współpracował równie z wywiadem zachodnioniemieckim i mocarstw zachodnich. 25 lutego 1952 aresztowano go w Berlinie i przekazano polskim władzom, które osadziły go w więzieniu mokotowskim w Warszawie. W czasie śledztwa Kaszubowski m.in. zeznał, że około 1950 współpracował z wywiadem francuskim pod pseudonimem Otto Kadereit. W sierpniu 1954 Sąd Wojewódzki w Warszawie przekazał jego sprawę do Gdańska. 2 listopada tego roku został skazany na karę dożywocia. W kwietniu 1956 został przeniesiony z więzienia w Sztumie do Wronek, gdzie był więziennym bibliotekarzem. 19 marca 1957 Rada Państwa złagodziła jego wyrok do 12 lat więzienia, a już 24 grudnia 1958 Sąd Wojewódzki w Gdańsku zdecydował o warunkowym zwolnieniu Kaszubowskiego 31 grudnia 1958. Po wyjściu z więzienia przez krótki czas mieszkał w Opolu, a w czerwcu 1959 roku wyjechał do Republiki Federalnej Niemiec jako agent wywiadu zagranicznego PRL pod pseudonimami „Larsen”, „Kersten”. W czasie pobytu w RFN posługiwał się nazwiskiem Hans Kassner. Z powodu narastających problemów z sercem wywiad zagraniczny PRL zakończył współpracę z Kaszubowskim najpóźniej w maju 1967 roku. Zmarł prawdopodobnie w 1972 roku.